# Nivillac
Nivillac (tiếng Breton: Nivilieg) là một xã ở tỉnh Morbihan trong vùng Bretagne tây bắc Pháp. Xã này có diện tích 55,48 km², dân số năm 1999 là 3192 người. Khu vực này có độ cao từ 0-71 mét trên mực nước biển.
Cư dân của Nivillac danh xưng trong tiếng Pháp là Nivillacois.